# پیوتر استپینی
پیوتر استپینی (لهستانی: Piotr Stępień؛ زادهٔ ۲۴ اکتبر ۱۹۶۳) کشتی‌گیر اهل لهستان بود.